# Paradoja de Metzler

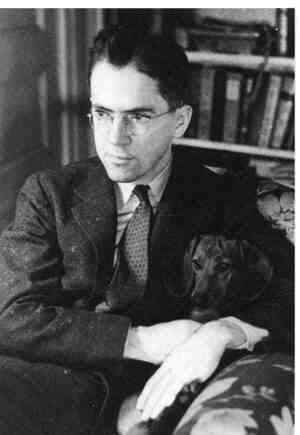
Lloyd Metzler

En economía, la paradoja de Metzler (llamada así por el  norteamericano Lloyd Metzler) es la posibilidad teórica de que la imposición de un arancel a la importación pueda reducir el precio interno de ese bien.  Fue propuesto por Lloyd Metzler en 1949 después de examinar los aranceles dentro del modelo de Heckscher–Ohlin.  La paradoja tiene la misma forma que el  crecimiento empobrecedor y una transferencia que hace al receptor estar peor que antes.
Este extraño fenómeno podría ocurrir si el país exportador posee una curva de oferta muy inelástica.  En ese caso, un arancel más bajo que el costo del bien "libre de impuestos", el precio de la importación será tan grande que el efecto de un aumento en términos de intercambio de cada país en precios relativos, supera la cantidad del arancel.  Un arancel de este tipo no sirve para proteger el mercado nacional de la competencia internacional.
De todas maneras, se considera que es poco probable que suceda.